# Stilpnonotus brasiliensis
Stilpnonotus brasiliensis là một loài bọ cánh cứng trong họ Mycteridae. Loài này được Thomson miêu tả khoa học năm 1861.